# Alia Delia Eichinger
Alia Delia Eichinger (ur. 19 lipca 2001 we Freyung) – niemiecka narciarka dowolna, specjalizująca się w slopestyle'u i Big Air.
Po raz pierwszy na arenie międzynarodowej pojawiła się 23 kwietnia 2016 roku w Stubaital, gdzie w zawodach krajowych zwyciężyła w slopestyle'u. Nigdy nie wystartowała na mistrzostwach świata juniorów.
W Pucharze Świata zadebiutowała 1 grudnia 2017 roku w Mönchengladbach, plasując się na szóstej pozycji w Big Air. Tym samym już w debiucie zdobyła pierwsze pucharowe punkty. Na podium zawodów tego cyklu pierwszy raz stanęła 5 marca 2022 roku w Bakuriani, kończąc rywalizację w slopestyle'u na trzeciej pozycji. W zawodach tych wyprzedziły ją jedynie Kanadyjka Megan Oldham i Sarah Höfflin ze Szwajcarii. W klasyfikacji końcowej slopestyle'u w sezonie 2021/2022 zajęła dziewiąte miejsce.
W 2021 roku wystartowała na mistrzostwach świata w Aspen, gdzie zajęła 15. miejsce w slopestyle'u i 21. w Big Air. Na rozgrywanych rok później  igrzyskach olimpijskich w Pekinie była osiemnasta w Big Air i siedemnasta w slopestyle'u.

## Osiągnięcia

### Igrzyska olimpijskie
| Miejsce | Dzień     | Rok  | Miejscowość | Konkurencja | Zwyciężczyni     |
| ------- | --------- | ---- | ----------- | ----------- | ---------------- |
| 18.     | 8 lutego  | 2022 | Pekin       | Big Air     | Eileen Gu        |
| 17.     | 15 lutego | 2022 | Pekin       | Slopestyle  | Mathilde Gremaud |

### Mistrzostwa świata
| Miejsce | Dzień    | Rok  | Miejscowość | Konkurencja | Zwyciężczyni        |
| ------- | -------- | ---- | ----------- | ----------- | ------------------- |
| 15.     | 13 marca | 2021 | Aspen       | Slopestyle  | Eileen Gu           |
| 21.     | 16 marca | 2021 | Aspen       | Big Air     | Anastasija Tatalina |

### Puchar Świata

#### Miejsca w klasyfikacji generalnej
- sezon 2016/2017: 136.
- sezon 2017/2018: 174.
- sezon 2018/2019: 80.
- sezon 2019/2020: 29.

Od sezonu 2020/2021 klasyfikacja generalna została zastąpiona przez klasyfikację Park & Pipe (OPP), łączącą slopestyle, halfpipe oraz big air.
- sezon 2020/2021: 11.
- sezon 2021/2022: 11.

#### Miejsca na podium zawodach
1. Bakuriani – 5 marca 2022 (slopestyle) – 3. miejsce